# روسالبا مورالس
روسالبا مورالس (اسپانیایی: Rosalba Morales‎; ۱۴ نوامبر ۱۹۹۸) وزنه‌بردار زن اهل کلمبیا است.
وی در مسابقات کشوری و بین‌المللی در مجموع برندهٔ ۳ مدال طلا، ۱ مدال نقره شده‌است.